# Зорі (Первомайський район)
Зо́рі (рос. Зори) — селище у складі Первомайського району Оренбурзької області, Росія.

## Населення
Населення — 117 осіб (2010; 172 у 2002).
Національний склад (станом на 2002 рік):
- казахи — 77 %